# Municipio de Tundzha
El municipio de Tundzha (búlgaro: Община Тунджа) es un municipio búlgaro perteneciente a la provincia de Yambol.
En 2011 tiene 24 155 habitantes.
El municipio comprende los alrededores de la capital provincial Yambol, que es su capital municipal pese a constituir un municipio aparte. Por el municipio fluye el río Tundzha, del que toma el nombre.

## Pueblos
Tundzha comprende los siguientes pueblos:
| - Asénovo - Bezmer - Bolyarsko - Bótevo - Boyadzhik - Chargán - Chelnik - Drázhevo - Drama - Dryánovo - Hadzhidimítrovo - Hánovo - General Inzovo - General Tóshevo - Golyam Manastir - Galabintsi - Kabilé - Kálchevo - Karavélovo - Kozárevo - Kónevets - Krúmovo | - Kukórevo - Malomir - Meden Kládenets - Mezhdá - Miladínovtsi - Moguila - Okop - Ovchi Kládenets - Pobeda - Róbovo - Roza - Sávino - Simeónovo - Skalitsa - Slámino - Stara Reká - Tarnava - Ténevo - Veselínovo - Vídintsi - Zavoy - Zlatari |